# Husein Gradaščević

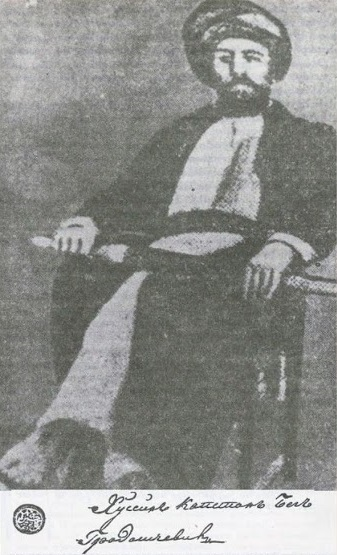
Husein Gradaščević

Husein-kapetan Gradaščević (* 31. August 1802 in Gradačac; † 17. August 1834 in Istanbul) war osmanischer Kapetan von Gradačac und Wesir des Eyâlet Bosnien. Er war der Anführer eines Aufstandes deren Ziel eine weitreichende Autonomie Bosniens innerhalb des Osmanischen Reichs war. Schon zu Lebzeiten eine Legende, gilt Gradaščević als bosniakischer Nationalheld und wird auch „Drache von Bosnien“ (Zmaj od Bosne) genannt.

## Leben

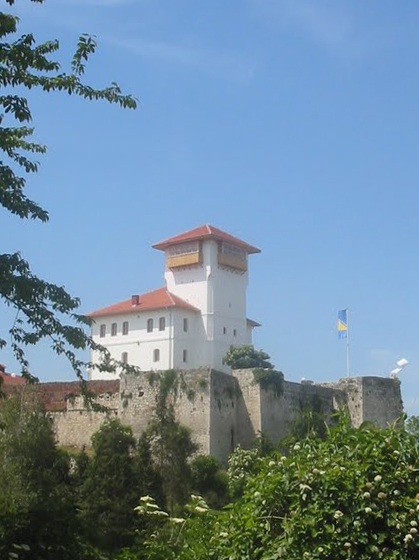
Die Burg von Gradačac, Verwaltungssitz der Kapetane

Husein Gradaščević entstammt einer Familie, die das erbliche Kapetan-Amt innehatte und fruchtbare Güter einschließlich der Städte Gradačac, Gračanica und Brčko besaß. Sein Nachname bedeutet der aus Gradačac Stammende. Nachdem sein Bruder Murat 1821 durch einen Rivalen vergiftet worden war, wurde Husein zum Kapetan von Gradačac.

Flagge von Bosnien während der Revolution 1831/32

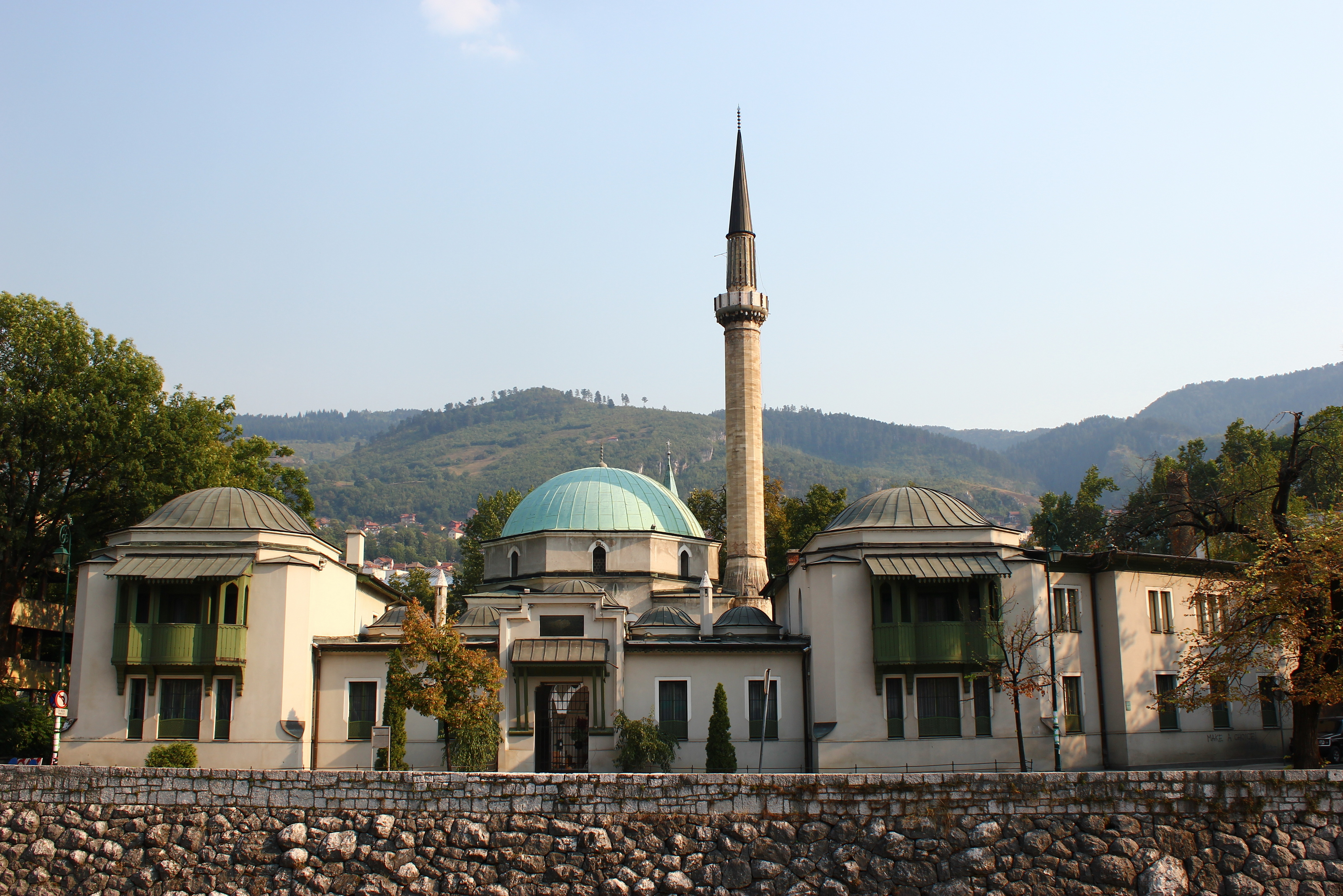
Kaisermoschee (Careva Džamija) in Sarajevo

Gradaščević wurde 1831 zum Anführer unzufriedener osmanischer Feudalherren in Bosnien gewählt, die sich Reform- bzw. Europäisierungsplänen Mahmuds II. widersetzten. Am 26. März 1831 besiegte Gradaščević die Truppen des osmanischen Statthalters Ali Namik Pascha und ließ sich daraufhin von den Bürgern Sarajevos in der Kaisermoschee (Careva džamija) zum Großwesir Bosniens wählen. Die Rebellen strebten ein tributäres Verhältnis zur Pforte an, doch verweigerte ihnen der Sultan die Bestätigung. In einer Schlacht auf dem Amselfeld (1831) besiegten die Rebellen den Großwesir Reschid Pascha, doch konnte Gradaščević mangels diplomatischen Geschicks auch weiterhin keine Anerkennung durch den Sultan erwirken. Die Pforte brachte stattdessen die herzegowinischen Magnaten Smail Aga Čengić und Ali-paša Rizvanbegović gegen ihn auf. Am 4. April 1832 schlug der neue Wesir der Herzegowina Kara Mahmud Hamid Pascha die Rebellen vernichtend. Besiegt und von seinen Kampfgenossen verlassen, fand Gradaščević Asyl im Habsburgerreich. Der bosnische Aufstand setzte sich noch weitere 18 Jahre fort. Gradaščević wurde ein vorläufiger Wohnsitz in der Grenzstadt Osijek zugewiesen und er verhandelte mit dem Sultan über eine Rückkehr. Diese wurde ihm schließlich auf Intervention Metternichs gewährt, allerdings unter der Bedingung, Bosnien nicht mehr zu betreten. Gradaščević reiste über Belgrad nach Istanbul, wo er am 17. August 1834 (nach anderen Quellen am 30. oder 31. Juli 1833) unter mysteriösen Umständen verstarb, möglicherweise durch Vergiftung.